# Eerste klasse 1972-73 (voetbal België)
Het seizoen 1972/73 van de Belgische Eerste Klasse ging van start in de zomer van 1972 en eindigde in de lente van 1973. De competitie telde 16 clubs. Club Brugge werd landskampioen voor de tweede maal in de geschiedenis van de club. De eerste landstitel van de club dateerde al van 53 jaar eerder. De voorbije zes seizoenen was Brugge reeds vijf maal op een tweede plaats gestrand.

## Gepromoveerde teams
Deze teams waren gepromoveerd uit de Tweede Klasse voor de start van het seizoen:
- Berchem Sport (kampioen in Tweede)
- Beeringen FC (tweede in Tweede)

## Degraderende teams
Deze teams degradeerden naar Tweede Klasse op het eind van het seizoen:
- Union Royale Saint-Gilloise
- Crossing Club de Schaerbeek

## Titelstrijd
Club Brugge werd landskampioen met een ruime voorsprong van 7 punten op Standard Luik.

## Europese strijd
Club Brugge was als landskampioen geplaatst voor de Europacup voor Landskampioenen van het volgend seizoen. Uittredend kampioen RSC Anderlecht was pas zesde geëindigd, maar plaatste zich als bekerwinnaar toch voor Europees voetbal in de Europese Beker voor Bekerwinnaars. Standard Luik, Beerschot VAV en Racing White plaatsten zich voor de UEFA Cup. Racing White zou daar volgende seizoen na een fusie wel als RWDM aantreden.

## Degradatiestrijd
Crossing Club de Schaerbeek eindigde afgetekend als allerlaatste. Union Royale Saint-Gilloise, dat slechts 17 maal had gescoord het voorbije seizoen, eindigde als voorlaatste. Beide clubs degradeerden.

## Eindstand
|         |    |                                | P  | W  | G  | V  | +  | -  | DS  | Ptn |
| ------- | -- | ------------------------------ | -- | -- | -- | -- | -- | -- | --- | --- |
| K       | 1  | Club Brugge KV                 | 30 | 17 | 11 | 2  | 53 | 26 | 27  | 45  |
| (UEFA)  | 2  | R. Standard Club Liégeois      | 30 | 12 | 14 | 4  | 45 | 25 | 20  | 38  |
| (UEFA)  | 3  | R. Racing White                | 30 | 10 | 17 | 3  | 45 | 49 | -4  | 37  |
| (UEFA)  | 4  | K. Beerschot VAV               | 30 | 14 | 8  | 8  | 40 | 33 | 7   | 36  |
|         | 5  | KV Mechelen                    | 30 | 10 | 16 | 4  | 37 | 28 | 9   | 36  |
| (beker) | 6  | RSC Anderlecht                 | 30 | 12 | 10 | 8  | 47 | 30 | 17  | 34  |
|         | 7  | R. Antwerp FC                  | 30 | 13 | 5  | 12 | 43 | 38 | 5   | 31  |
|         | 8  | K. Berchem Sport               | 30 | 11 | 9  | 10 | 28 | 28 | 0   | 31  |
|         | 9  | K. Lierse SV                   | 30 | 10 | 11 | 9  | 43 | 43 | 0   | 31  |
|         | 10 | RFC Liégeois                   | 30 | 9  | 11 | 10 | 34 | 35 | -1  | 29  |
|         | 11 | KSV Cercle Brugge              | 30 | 9  | 10 | 11 | 33 | 44 | -11 | 28  |
|         | 12 | K. Beeringen FC                | 30 | 8  | 10 | 12 | 28 | 39 | -11 | 26  |
|         | 13 | K. Sint-Truidense VV           | 30 | 6  | 13 | 11 | 31 | 41 | -10 | 25  |
|         | 14 | KFC Diest                      | 30 | 8  | 5  | 17 | 30 | 51 | -21 | 21  |
| D       | 15 | Union Royale Saint-Gilloise    | 30 | 4  | 11 | 15 | 17 | 38 | -21 | 19  |
| D       | 16 | R. Crossing Club de Schaerbeek | 30 | 3  | 7  | 20 | 20 | 56 | -36 | 13  |

P: wedstrijden gespeeld, W: wedstrijden gewonnen, G: gelijke spelen, V: wedstrijden verloren, +: gescoorde doelpunten, -: doelpunten tegen, DS: doelsaldo, Ptn: totaal punten
K: kampioen, D: degradeert, (beker): bekerwinnaar, (UEFA): geplaatst voor UEFA-beker

## Topscorers
De Nederlander Robbie Rensenbrink van RSC Anderlecht en de Oostenrijker Alfred Riedl van Sint-Truidense VV werden topschutter met elk 16 doelpunten.
1895/96 · 1896/97 · 1897/98 · 1898/99 · 1899/00 · 1900/01 · 1901/02 · 1902/03 · 1903/04 · 1904/05 · 1905/06 · 1906/07 · 1907/08 · 1908/09 · 1909/10 · 1910/11 · 1911/12 · 1912/13 · 1913/14 · 1914/15 · 1915/16 · 1916/17 · 1917/18 · 1918/19 · 
1919/20 · 1920/21 · 1921/22 · 1922/23 · 1923/24 · 1924/25 · 1925/26 · 1926/27 · 1927/28 · 1928/29 · 1929/30 · 1930/31 · 1931/32 · 1932/33 · 1933/34 · 1934/35 · 1935/36 · 1936/37 · 1937/38 · 1938/39 · 1939/40 · 1940/41 · 1941/42 · 1942/43 · 1943/44 · 1944/45 · 1945/46 · 1946/47 · 1947/48 · 1948/49 · 1949/50 · 1950/51 · 1951/52 · 1952/53 · 1953/54 · 1954/55 · 1955/56 · 1956/57 · 1957/58 · 1958/59 · 1959/60 · 1960/61 · 1961/62 · 1962/63 · 1963/64 · 1964/65 · 1965/66 · 1966/67 · 1967/68 · 1968/69 · 1969/70 · 1970/71 · 1971/72 · 1972/73 · 1973/74 · 1974/75 · 1975/76 · 1976/77 · 1977/78 · 1978/79 · 1979/80 · 1980/81 · 1981/82 · 1982/83 · 1983/84 · 1984/85 · 1985/86 · 1986/87 · 1987/88 · 1988/89 · 1989/90 · 1990/91 · 1991/92 · 1992/93 · 1993/94 · 1994/95 · 1995/96 · 1996/97 · 1997/98 · 1998/99 · 1999/00 · 2000/01 · 2001/02 · 2002/03 · 2003/04 · 2004/05 · 2005/06 · 2006/07 · 2007/08 · 2008/09 · 2009/10 · 2010/11 · 2011/12 · 2012/13 · 2013/14 · 2014/15 · 2015/16 · 2016/17 · 2017/18 · 2018/19 · 2019/20 · 2020/21· 2021/22 · 2022/23 · 2023/24 · 2024/25